# Mariano Gaviola y Garcés
Mariano Gaviola y Garcés (1922 - 1998) là một Giám mục người Philippines của Giáo hội Công giáo Rôma. Ông nguyên là Tổng giám mục chính tòa Tổng giáo phận Lipa và Chủ tịch Hội đồng Giám mục Á châu [F.A.B.C.]. Trước khi đến Lipa làm Tổng giám mục, ông còn kiêm nhiệm nhiều vai trò, vị trí khác như Giám mục chính tòa Giáo phận Cabanatuan và Tổng Tuyên úy Quân đội Philippines.

## Tiểu sử
Tổng giám mục Mariano Gaviola y Garces sinh ngày 15 tháng 8 năm 1922 tại Dansalan, thuộc Philippines. Sau quá trình tu học dài hạn tại các cơ sở chủng viện theo quy định của Giáo luật, ngày 2 tháng 4 năm 1949, Phó tế Garcés, 27 tuổi, tiến đến việc được truyền chức linh mục.
Sau gần 15 năm thực hiện các hoạt động mục vụ trên cương vị là một linh mục, ngày 8 tháng 3 năm 1963, tin tức từ Tòa Thánh loan báo việc Giáo hoàng đã xác nhận việc tuyển chọn linh mục Mariano Gaviola y Garcés, 41 tuổi, gia nhập Giám mục đoàn Công giáo Hoàn vũ, với vị trí được trao phó là Giám mục là chính tòa Giáo phận Cabanatuan. Lễ tấn phong cho vị giám mục tân cử được cử hành sau đó vào ngày 4 tháng 6 cùng năm, với phần nghi thức chính yếu được cử hành cách trọng thể bởi 3 giáo sĩ cấp cao. Chủ phong cho tân giám mục là Tổng giám mục Salvatore Siino, Sứ thần Tòa Thánh tại Philippines. Hai vị còn lại, với vai trò phụ phong, gồm có Tổng giám mục Juan Callanta Sison, Tổng giám mục Phó Tổng giáo phận Nueva Segovia và Giám mục Emilio Cinense y Abera, Giám mục chính tòa Giáo phận San Fernando.
Tuy nhiên, chỉ bốn năm sau vị giám mục trẻ Garcés xin từ nhiệm, và được phía Tòa Thánh chấp thuận vào ngày 31 tháng 5 năm 1967, và bổ nhiệm danh vị Giám mục Hiệu tòa Girba. Bảy năm sau đó, Tòa Thánh tái bổ nhiệm Giám mục Garcés vào vị trí mới là Tổng Tuyên úy Quân đội Philippines, bắt đầu vào ngày 2 tháng 5 năm 1974.
Nhiệm sở của Giám mục Mariano Gaviola y Garcés vẫn chưa ổn định và có sự thay đổi khác vào ngày 13 tháng 4 năm 1981, Tòa Thánh thuyên chuyển Giám mục này rời khỏi môi trường quân đội đến nhận nhiệm sở mới, thăng Tổng giám mục, đến Tổng giáo phận Lipa với phầm trật Tổng giám mục chính tòa.
Sau gần 12 năm trên cương vị Tổng giám mục, Tổng giám mục Mariano Gaviola y Garcés từ nhiệm và được phía Tòa Thánh chấp thuận vào ngày 30 tháng 12 năm 1992. Ngày 13 tháng 10 năm 1998, ông qua đời, hưởng thọ 76 tuổi.